# Ясеньское (посёлок)
Ясеньское — посёлок в Гвардейском городском округе Калининградской области. До 2014 года входил в состав Славинского сельского поселения.

## История
Населенный пункт Куглак был основан в 1459 году. Остатки прусских вальных укреплений говорят о наличии здесь поселения в доорденские времена.
В 1694 году владельцем Гросс Куглака стал Отто фон Фирек (1634—1717) из Мекленбурга, в 1717 году ему наследовал Вильгельм фон Фирек, умерший в 1735 году. Позднее имение неоднократно меняло хозяев.
В 1869 году Гросс Куглак приобрел Евгений фон Гиппель (1843—1934), последним владельцем был его внук Герд фон Гиппель (1902—1963).
В 1946 году Куглак был переименован в поселок Ясеньское.

#### Достопримечательности
- Памятник с гербом рода фон Гиппель — владельцев Гросс Куглак в 1869—1945 годах[3].
- Долговременная огневая точка на оборонительной линии «Дейма». Разрушен в начале февраля 1945 года подрывниками 42-го отдельного штурмового инженерно-саперного батальона 9-й штурмовой инженерно-саперной Новгородской Краснознаменной ордена Кутузова 2-й степени бригадой РГК[4].

## Население
| 2002 | 2010 |
| ---- | ---- |
| 108  | ↘87  |

В 1910 году в нем проживало 59 человек.